# Kloster Aulps
Das Kloster Aulps (Notre-Dame des Alpes - de Alpibus) ist eine ehemalige Zisterzienserabtei in der Gemeinde Saint-Jean-d’Aulps im Département Haute-Savoie, Region Auvergne-Rhône-Alpes, in Frankreich. Es liegt rund 25 km südöstlich von Thonon-les-Bains im Tal der Dranse de Morzine.

## Geschichte

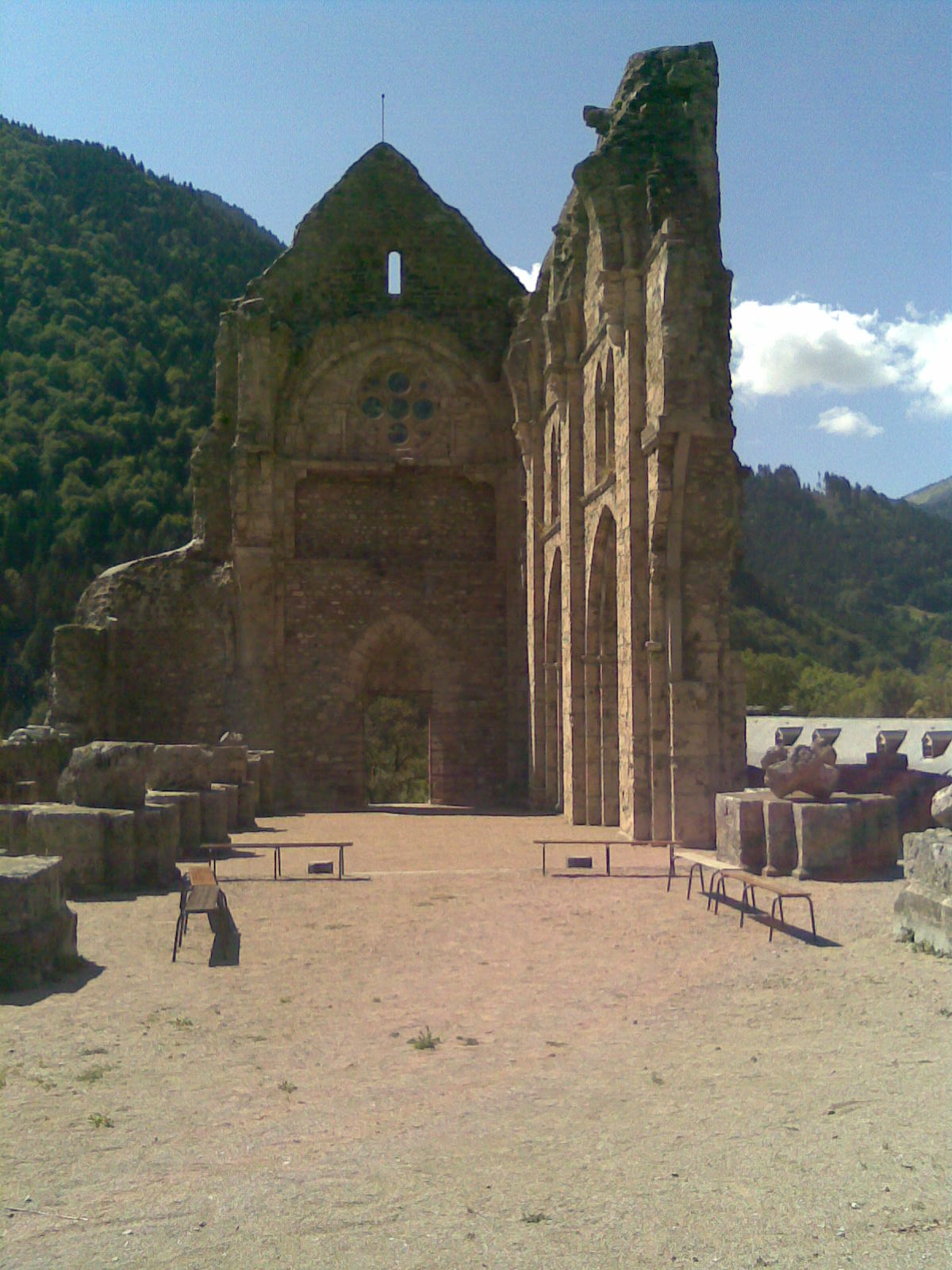
Kirchenruine von Osten

Das Kloster wurde zwischen 1094 und 1097 von Benediktinermönchen aus dem Kloster Molesme auf einem von Graf Humbert II. von Savoyen gestifteten Gelände gegründet und mit dem gesamten mittleren Dransetal ausgestattet. Unter dem zweiten Abt, dem hl. Guérin, erreichte das Kloster seine Unabhängigkeit von Molesmes. Von Aulps erfolgte im Jahr 1119 die Gründung des Klosters Hautecombe. Im Jahr 1136 schloss es sich dem Zisterzienserorden an, nachdem sich Bernhard von Clairvaux ein Jahr zuvor dort aufgehalten hatte. Es unterstellte sich der Primarabtei Clairvaux. Die Kirche und die Konventsgebäude wurden anschließend mit Mitteln des Grafen Humbert III. von Savoyen errichtet. Das im 12. und 13. Jahrhundert prosperierende Kloster erhielt Ländereien im Chablais, im Faucigny, im Genevois und in der Freigrafschaft Burgund. Im 14. Jahrhundert kam es zu Auseinandersetzungen mit dem Kloster Abondance. 1468 fiel das finanziell zerrüttete Kloster in Kommende, die von 1536 bis 1569 durch eine Okkupation aus dem Wallis unterbrochen wurde. Der letzte Kommendatarabt starb 1764, anschließend kam die Abtswürde an den Bischof von Chambéry. Kurz vor der Säkularisation war die Zahl der Mönche auf sechs gesunken. 1792 wurde Savoyen von französischen Truppen besetzt und 1793 kam es zur Aufhebung des Klosters. 1824 wurde die bis dahin intakte Abtei gesprengt, um Baumaterial für den Wiederaufbau der abgebrannten Gemeindekirche zu gewinnen. Im Jahr 1902 wurde die noch erhaltene Ruine als Monument historique klassifiziert. Von 1930 bis 1935 wurde die Anlage freigeräumt. In den letzten Jahren wurde im landwirtschaftlichen Anwesen auf dem Gelände ein Museum eingerichtet.

## Bauten und Anlage

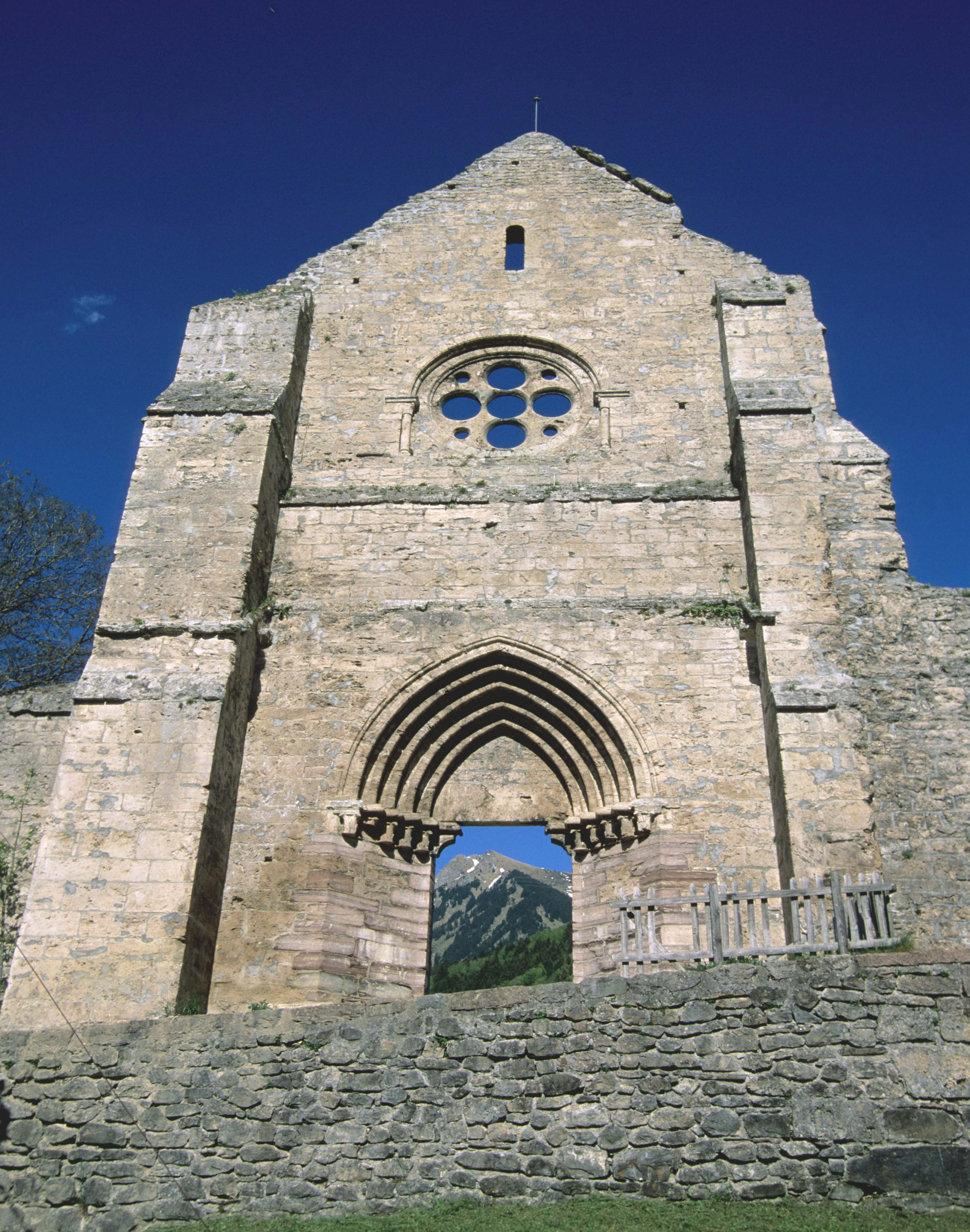
Fassade der Kirchenruine

Von der 52,5 m langen und einschließlich der Seitenschiffe 19 m breiten und 16 m hohen Kirche ist die Fassade mit einem Okulus mit fünf Öffnungen und dem spitzbogigen Portal, das seine seitlichen Säulchen verloren hat, erhalten. Die Breite des Querhauses beträgt 29,5 m. Die drei westlichen Joche der Wand der Nordseite des fünfjochigen Langhauses sind bis zur Traufhöhe vollständig erhalten. Der Wandaufbau ist dreizonig, oberhalb der spitzbogigen Arkaden befindet sich eine Blendgalerie mit gekoppelten spitzbogigen Blindfenstern, die durch eine Säule mit Knospenkapitell unterteilt sind, über dieser der Obergaden mit rundbogigen Fenstern. Das Langhaus war kreuzrippengewölbt, erhalten haben sich lediglich die Gewölbeansätze mit Knospenkapitellen, die nur bis zur Oberkante des Triforiums geführt sind. Vom Querhaus und der rechteckig geschlossenen Ostpartie haben sich nur kleinere Reste erhalten. Die nahezu vollständig abgegangene Klausur lag südlich der Kirche, an sie schließt sich eine tiefergelegene Terrasse an.